# 玉面情魔
是一部2021年上映的美國新黑色心理驚悚片，由吉勒摩·戴托羅執導，並與金·摩根共同撰寫劇本。故事改編自威廉·林賽·格雷沙姆的1946年同名小說，本片是第二次改編格雷沙姆小說的電影，第一次是1947年電影；講述一位善於言語來操縱人的天才勾搭上了比他更危險的精神病女醫。主演包括布萊德利·庫柏、凱特·布蘭琪、東妮·克莉蒂、威廉·達佛、李察·傑金斯、朗·帕爾曼、魯妮·瑪拉和大衛·史崔森。
《玉面情魔》由探照燈影業定於2021年12月17日美國上映。另外，推出了名為《玉面情魔：黑暗與光明中的視覺》（Nightmare Alley: Vision in Darkness and Light）的黑白版本，於2022年1月14日在部分城市上映。這部電影獲得了評論家的正面評價，但票房慘淡，全球總票房為3960萬美元，對比6000萬美元製作預算，成為票房炸彈。它在第94屆奧斯卡頒獎典禮 上獲得了包括最佳影片在內的四項提名。

## 演員
- 布萊德利·庫柏 飾 史坦頓·「史坦」·卡萊爾（Stanton "Stan" Carlisle）
- 凱特·布蘭琪 飾 莉莉絲·瑞特博士（Dr. Lilith Ritter）
- 東妮·克莉蒂 飾 希娜·克倫貝（Zeena Krumbein）
- 威廉·達佛 飾 克萊姆·霍特利（Clem Hoately）
- 李察·傑金斯 飾 伊薩·格林德爾（Ezra Grindle）
- 朗·帕爾曼 飾 布魯諾（Bruno）
- 魯妮·瑪拉 飾 莫莉·卡希爾（Molly Cahill）
- 大衛·史崔森 飾 皮特·克倫貝（Pete Krumbein）
- 赫特·麥卡藍 飾 安德森（Anderson）
- 吉姆·畢佛 飾 警長吉迪亞·賈德（Sheriff Jedediah Judd）
- 馬克·普維內利（英语：Mark Povinelli） 飾 莫斯基托斯少校（Major Mosquito）

## 製作
2017年12月，據報導吉勒摩·戴托羅將編劇和執導一部改編自威廉·林賽·格雷沙姆的1946年小說《玉面情魔》的電影。2019年4月，李奧納多·狄卡皮歐為出演電影進行洽談。電影預計於2019年秋季在多倫多進行拍攝，而丹·洛斯特森將擔任該片的攝影師。2019年6月，布萊德利·庫柏取代狄卡皮歐進行早期洽談。2019年7月，製作被延遲至2020年1月開始。2019年8月，凱特·布蘭琪為出演電影進行洽談。2019年9月，確認庫柏和布蘭琪將出演電影，而魯妮·瑪拉加盟劇組。同月，東妮·克莉蒂和大衛·史崔森加盟劇組。2019年10月，威廉·達佛加盟劇組。2019年11月，赫特·麥卡藍加盟劇組。

### 拍攝
主體拍攝於2020年1月21日在多倫多開始進行。2020年3月，受2019冠狀病毒病疫情影響，迪士尼暫停了該片的拍攝工作。復拍於2020年9月開始進行，並於2020年12月12日殺青。

## 發行
《玉面情魔》預定於2021年12月17日在美國上映。此前日期定為2021年12月3日。

## 評價
《玉面情魔》獲得許多媒體和影評家的好評，爛番茄根據348條評論，獲得80%的新鮮度，平均得分7.4/10，網站影評家共識評價寫道：「虽然它可能没有原著那么轰动，但吉勒摩·戴托羅的《玉面情魔》是一部现代黑色惊悚片，有着令人愉快的運作。」。Metacritic根據55條評論，總計加權平均分數70分（滿分100分），代表「普遍好評」.

## 外部連結
- 互联网电影数据库（IMDb）上《玉面情魔》的资料（英文）